# 대체 문자

대체 문자

대체문자(代替文字,replacement character)는 정보·통신분야에서 일반적으로 오류가 발생하거나 잘못되어 있다는 사실을 표시하기 위하여 사용되는 제어 문자이다.
대체 문자(replacement character)는 사용자가 입력한 문자를 컴퓨터가 이해할 수 없거나, 유니코드에서 지원되지 않는 문자가 들어온 경우 대신 표현하는 유니코드(unicod)의 특수블록(special block) 문자이다. 이 문자를 표현할 수 없는 경우 물음표(?, U+003F)등으로 이를 대신 나타내기도 한다.
UTF-8 인코딩에서 이 문자가 2개 붙어 있는 경우(��), EUC-KR 인코딩으로 해석하면 占쏙옙 글자등으로 대체되는 글자 깨짐현상을  보인다.
기본적으로 검은색 마름모 안에 하얀색 물음표가 있는 모양으로 표시되지만(◆+?), 글꼴이나 프로그램에 따라서는 아무것도 표시되지 않거나(　) 사각형 모양(□)으로 표시되기도 한다.

## UTF-8과 EUC-KR
UTF-8과 EUC-KR의 상호 호환성은 때때로 폰트나 인코딩처리에서 대체문자 표기처럼 오류를 보여줄 수 있다.

## 같이 보기
- cp949
- windows-1252